# Ángeles Santos Torroella

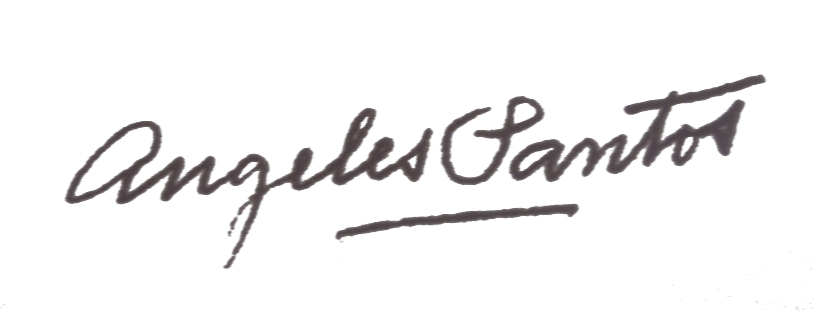
Signatura Ángeles Santos Torroella

Ángeles Santos Torroella (* 7. November 1911 in Portbou, Katalonien; † 3. Oktober 2013 in Madrid) war eine spanische Malerin.

## Leben und Werk
Ángeles Santos wurde im spanischen Ort Portbou geboren. Ihre Familie zog 1927 nach Valladolid. 1929 stellte Ángeles Santos im Alter von 18 Jahren die Ölmalerei Un Mundo (2,9 m × 3,1 m) beim IX Herbstsalon in Madrid aus. Das Bild wurde zu einem ihrer größten Erfolge. Juan Ramon Jiménez inspirierte sie zu diesem expressionistisch-surrealen Bild. Auf dem X Herbstsalon bekam sie einen eigenen Raum. 1931 wurde für sie eine Einzelausstellung in Paris ausgerichtet. Sie pflegte Freundschaften mit Ramón Gómez de la Serna und Federico García Lorca.
Ángeles Santos ist die Schwester von Rafael Santos Torroella. Sie heiratete 1936 den Maler Emilio Grau Sala und zog im selben Jahr aufgrund des beginnenden Spanischen Bürgerkriegs mit ihrem Mann nach Frankreich. 1937 kehrte sie nach Spanien zurück, um in Canfranc, wo ihre Eltern wohnten, den Sohn Julià Grau i Santos zur Welt zu bringen.
Ab 1990 wurden die Arbeiten von Ángeles Santos wieder von einem breiteren Publikum wahrgenommen. 2001 fand eine Retrospektive in Valladolid und 2003 eine Ausstellung in Bilbao statt.

## Auszeichnungen
- 2005: Creu de Sant Jordi